# Schandpaal (Melle)
De schandpaal is een object op het Gemeenteplein in de Oost-Vlaamse plaats Melle.

## Geschiedenis
Deze schandpaal zou zijn opgericht aan het eind van de 17e of tijdens de 18e eeuw en wel door de heren van Melle, de markiezen Rodriquez d'Evora y Vega. Deze stond bij het leenhof van het Land van Rode en werd na de Franse tijd verwijderd. Verschillende delen ervan werden later teruggevonden waaronder de achthoekige opstap en de zuil. De bekroning van de zuil, in bezit van de nazaten van de markiezen, woonachtig in het Kasteel Ten Bieze te Beerlegem, konden niet verkregen worden. Deze bekroning werd daarom gekopieerd door beeldhouwer Gerard Thienpont. Het betreft een zittende leeuw die het wapenschild van de familie Rodriquez d'Evora y Vega draagt.
De leeuw bevindt zich op een ronde zuil van 266 cm hoogte die rust op een achthoekige sokkel.